# District de Sablé
Le district de Sablé est une ancienne division territoriale française du département de la Sarthe de 1790 à 1795.
Il était composé des cantons de Sablé, Brulon, Chantenay, Parcé et Precigné.